# 시에라급 잠수함

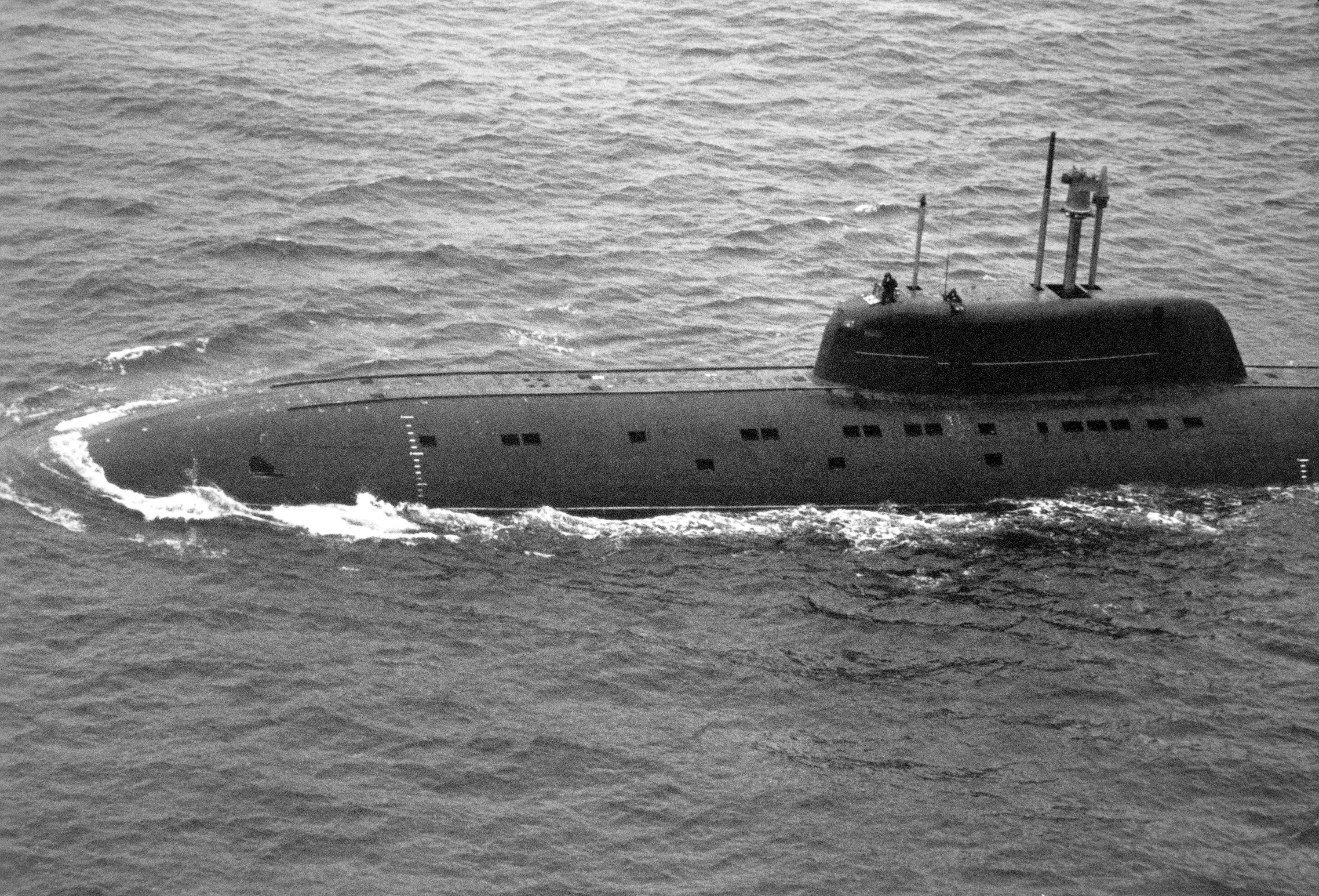
시에라급 잠수함

시에라급 잠수함은 소련의 공격형 핵잠수함(SSN)이다. SSBN이 아니므로 핵잠수함 중에서는 소형인 배수량 8천톤급이며, 8문의 어뢰관만 장착하고 있다.
시에라급은 4척만 건조되었으며 후속형인 아쿨라급 잠수함이 17척이 건조되었다. 아쿨라급 잠수함은 당시 미국의 주력 SSN인 LA급 잠수함보다 소음이 적다고 알려진 잠수함으로서, 1991년 소련 멸망 당시까지 건조되고 있었다. 2010년 아쿨라급 잠수함의 후속형인 야센급 잠수함 1번함이 건조되었다. 야센급 잠수함은 1991년 러시아가 건국하고 건조된 최초의 신형 SSN이며, 미국의 최신형 SSN인 버지니아급 잠수함에 대응한다.

## 같이 보기
- 유령 (영화) - 한국 영화의 주인공 잠수함으로 등장했다.